# Kelly Griffin

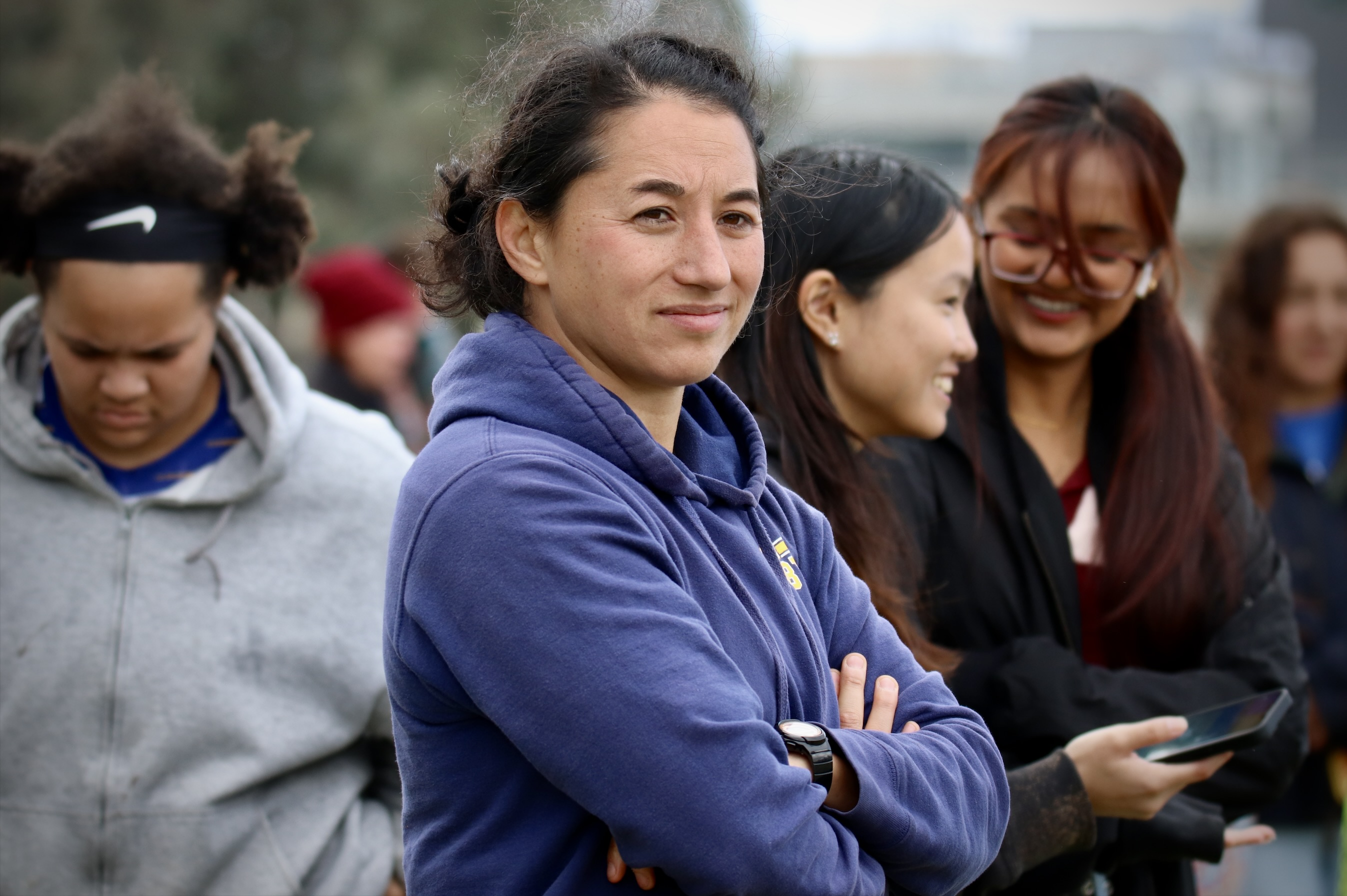
Kelly Griffin, 2025

Kelly Griffin (* 7. November 1986 in Berkeley) ist eine US-amerikanische Rugbyspielerin.

## Leben
Griffin wuchs in Berkeley, Kalifornien, auf und besuchte die Berkeley High School. An der University of California studierte sie bis 2008 Mathematik. Griffin wurde Mitglied des Rugbyteams  Berkeley All Blues Women’s Rugby Club. Sie gewann bei der Siebener-Rugby-Weltmeisterschaft in Moskau 2013 die Bronzemedaille. Bei der NACRA Women’s Rugby Championship 2015 gewann sie mit ihrer Mannschaft die Goldmedaille. Die Silbermedaille gewann sie bei den Panamerikanischen Spielen 2015. Griffin nahm mit der US-amerikanischen Olympiamannschaft als deren Kapitänin im Siebener-Rugby bei den Olympischen Sommerspielen 2016 teil. Sie lebt mit ihrer Ehefrau und ihrem Sohn in Chula Vista.

## Erfolge (Auswahl)
- 2013: Bronzemedaille bei der 7er-Rugby-Weltmeisterschaft
- 2015: Goldmedaille bei der NACRA Women’s Rugby Championship
- 2015: Silbermedaille bei den Panamerikanischen Spielen